# Équipe d'Argentine de rugby à XV des moins de 20 ans
L'équipe d'Argentine des moins de 20 ans est constituée par une sélection des meilleurs joueurs argentins de rugby à XV de moins de 20 ans, sous l'égide de la fédération argentine de rugby à XV.

## Histoire
L’équipe d'Argentine des moins de 20 ans est créée en 2008, remplaçant les équipes d'Argentine des moins de 21 ans et des moins de 19 ans à la suite de la décision de l'IRB en 2007 de restructurer les compétitions internationales junior. Elle participe chaque année au championnat du monde junior.

## Logo
En 2023, la Fédération argentine simplifie son logo afin de pouvoir mettre l'accent sur chacune de ses sélections nationales en leur dédiant pour chacune une identité visuelle spécifique ; à cette occasion, le jaguar historique est remplacé par un puma, en accord avec le surnom officiel de l'équipe.

Évolution du logo de l'équipe nationale
Logo de 2013 à 2023.
Logo instauré en 2023.

## Palmarès
- Championnat du monde junior de rugby à XV :
  - Troisième : 2016[3].